# К-плюс
«К-плюс» — телеканал, который обеспечивает круглосуточное вещание на территории всего Евразийского континента и освещает главные события Казахстана и стран Центральной Азии. Центральный офис располагается в Лондоне.
По мнению американской радиостанции «Свобода», телекомпания «К-плюс» «является первой спутниковой компанией, которая прорвала цензуру в телевизионном пространстве Центральной Азии». Сайт телеканала, на котором осуществляется онлайн-трансляция передач, долгое время без судебного решения блокировался казахстанскими интернет-провайдерами. 6 декабря 2012 года Бостандыкский районный суд города Алматы вынес решение запретить вещание телеканала «К+» на территории Казахстана. Суд постановил запретить распространение продукции ОАО "Телекомпания «К-плюс» на территории Казахстана, так как она противоречит законодательным актам Республики Казахстан. Суд рассмотрел дело в отсутствие представителей ответчика.
Вещание канала приостановлено 29 мая 2013 года.

## История
Телеканал «К-плюс», по некоторым данным, стал продолжением популярного в Казахстане телеканала «Тан». Как и К-плюс в дальнейшем, «Тан» резко критиковал правительство страны и симпатизировал альтернативным к власти политическим силам (в частности, объединению ДВК — «Демократический выбор Казахстана»).
Независимая позиция журналистов и передач сразу же создала для телеканала множество проблем. Так, в ночь на 29 марта 2002 года из снайперской винтовки разрывными пулями было расстреляно антенно-фидерное устройство телестанции «Тан», установленное на алма-атинской телевышке (на высоте 40 метров над землей..
Экспертиза показала, что стреляли из оружия, находящегося на вооружении спецназа, но дело было возбуждено по статье «Хулиганство».(хотя и расположение ретранслятора, и наличие охраны на территории телевышки исключали вероятность случайности или хулиганства). Позже телеканал «Тан» под давлением был передан новым собственникам, а формат канала изменился с информационно-аналитического на музыкально-развлекательный.
В 2007 году приступил к вещанию телеканал «К-плюс».
В 2009 году телекомпания «К-плюс» передала в эфир интервью с бывшим послом Казахстана в Австрии и зятем президента Назарбаева Рахатом Алиевым, что привело к давлению со стороны казахстанских властей. Тем не менее, телеканал выпустил серию новых интервью с Алиевым и с другими оппозиционными деятелями Казахстана — в частности, в программах телеканала принимали участие бизнесмен Мухтар Аблязов, журналист Игорь Винявский, оппозиционный политик Владимир Козлов, бывший аким Алматы Виктор Храпунов. , театральный деятель Болат Атабаев и другие.
2 октября 2009 года качество сигнала «К-плюс» на спутнике «Ямал» (владелец — компания «Газпром космические системы», через данный спутник ведут вещание каналы «Россия», НТВ, РЕН ТВ, «Звезда» и многие другие) стало резко ухудшаться. В целях борьбы с несанкционированной помехой и обеспечения устойчивой трансляции телеканала «Газпром Космические Системы» увеличили уровень несущей частоты в транспондерс до максимально допустимой величины, но это не помогло..
Как сообщил на пресс-конференции в газете «Известия» технический директор «К-плюс» Базыр Мусиров:
«Только после того как был отключен наш сигнал, мы увидели, что на нашей полосе находится посторонний сигнал, — рассказал технический директор телекомпании журналистам. — Наши технические специалисты определили, что это не случайная помеха, не чье-то хулиганство, а высокопрофессиональная команда благодаря хорошей передающей технике вмешалась в наш сигнал и заменила его на свой»..
Постепенно нарастая, помехи уже к 5 и 6 октября полностью заглушили сигнал. 6 октября телекомпания «К-плюс» обратилась в ОАО «Газпром Космические Системы» (исполнитель услуг по предоставлению канала связи на спутнике «Ямал») с просьбой разобраться в ситуации. 15 октября пришло письмо, в котором ОАО «Газпром Космические Системы» официально подтвердило, что обнаружена несанкционированная широкополосная помеха на частоте вещания именно «К-плюс». По одной из версий, помеха передавалась с базы КНБ Казахстана, находящейся вблизи границы с Узбекистаном около местечка Сары-Агаш, которая которая во времена СССР использовалась для радиоэлектронной разведки..
По истечении 6 месяцев безуспешных попыток найти злоумышленников через российские власти (Роскомнадзор отказался расследовать данную ситуацию), канал «К-плюс» был вынужден отказаться вещать на спутнике «Ямал», хотя этот спутник и наиболее хорошо покрывает территорию Казахстана и чьи тарелки наиболее популярны в РК.
В 2010 году началось давление на телеканал «К-плюс» со стороны Роскомнадзора. Так, 9 мая 2010 года этой службой был подписан приказ об аннулировании лицензии «К-плюс» на кабельную трансляцию под предлогом отсутствия у телеканала лицензии на IPTV-вещание..
В результате, около пятидесяти IP-провайдеров в регионах России прекратили вещание телеканала «К-плюс».
Телеканал «К-плюс» отреагировал на такое решение Роскомнадзора судебным иском, поскольку действующее законодательство (принятое в 1991 и 1994 годах) не регламентирует данный формат вещания, а кабельную лицензию на вещание в IPTV и цифровых сетях получить невозможно.
По мнению представителей канала, рекордные сроки, с которыми были вынесены предупреждения и аннулирование лицензии, нелогичная аргументация Роскомнадзора и нежелание судов изучить дело по существу, дает повод считать, что действия Роскомнадзора являются умышленными — в частности, примером подкупа российского ведомства представителями казахстанских властей, который телеканал остро критикует с 2007 года..
25 августа 2011 года один из спикеров телеканала «К-плюс» Бахытжан Кетебаев опубликовал открытое письмо Ермухамету Ертысбаеву, советнику Президента Казахстана Нурсултана Назарбаева, с предложением открыть представительство канала «К-плюс» в Астане, а также общественную площадку для обсуждения текущей ситуации в стране и взаимоотношений между властью и оппозицией в Казахстане.Письмо было отклонено.
В декабре 2011 года репортаж канала «К-плюс» о расстреле мирной демонстрации в городе Жанаозен, в результате которых по данным властей погибло 16 человек, а по данным правозащитников, оппозиционных политиков и экспертов — свыше 100 человек., взорвал мировые СМИ и дал огласку данным событиям. К+ был единственным из всех казахстанских телеканалов, который информировал об этих событий в первые дни..
Канал освещает события из жизни общества и политики Казахстана, Киргизстана, а также других государств Центральной Азии. Внимание уделяется событиям и процессам, которые опускаются официальными СМИ государств региона — забастовки рабочих, преследования политической оппозиции и гражданских активистов, внутриэлитная конкуренция, соблюдение гражданских и человеческих прав.
29 мая 2013 года канал ушёл со всех спутниковых платформ, Вещание канала приостановлено.

## Программы
«Новости Казахстана» — ежедневная программа о новостях Казахстана на русском и английском языках.
«Новости Кыргызстана» — ежедневная программа о новостях Кыргызстана на русском и английском языках.
«Власть KZ» — еженедельная информационно-аналитическая программа с освещением главных событий в странах Центральной Азии.
«Интервью» — серия интервью с известными политиками, предпринимателями и экспертами.
В программах телеканала «К-плюс» важное место уделяется авторским передачам и независимым журналистским расследованиям.
Особый резонанс получили расследования, посвященные раскрытию атмосферы всевластия и подавления личности со стороны казахстанской власти под общим названием «Суперхан»:
- «Тайный советник суперхана»[18] , о механизмах создания культа личности и механизмах удержания власти Нурсултаном Назарбаевым.
- «Личный враг суперхана»[19] , посвященное истории политического давления на Мухтара Аблязова.
- «Шпион при дворе суперхана»[20], посвященное раскрытию схем лоббирования интересов международных корпораций в Казахстане и расхищения страны близкими к Назарбаеву представителями политической элиты.
- «Принцесса и нищие»[21], посвященное стилю жизни семейства Назарбаева на фоне среднего уровня жизни обычных граждан Казахстана.

Канал предоставляет вещание публичным персонам, чьи политические взгляды являются альтернативными официальной власти Казахстана, таким образом, в программах телеканала принимали многие оппозиционные политики, общественные деятели и предприниматели.
Руководство К+ неоднократно приглашало на телеканал политологов и политических деятелей, которые лояльно относятся к правлению Нурсултана Назарбаева, однако все эти предложения остались без ответа.
В день годовщины трагических событий в Жанаозене на телеканале проводился телемарафон «Жанаозен. День памяти»
К 16 декабря 2012 года были подготовлены и сняты программы, освещающие трагические события в Жанаозене.
- Фильм «Обратный отсчет»[23]
- Фильм Асылбека Абдулова «Жанаозен. До востребования»[24],[25]

Эфир вызвал значительный резонанс среди казахстанской аудитории. В телемарафоне приняли участие граждане, пострадавшие в Жанаозене, журналисты, бывшие на месте событий, а также эксперты и бывшие сотрудники спецслужб.

## Структура и подход к организации канала
По словам руководителя телеканала Бахытжана Кетебаева, у канала нет единственного центра (центральной студии). Работа канала организована таким образом, что в ней участвует множество независимых друг от друга компаний и журналистов.

## Вещание
Вещание канала как через спутник, так и путём онлайн-трансляции на сайте телеканала и ведется через сервис YouTube.
Параметры вещания: Hot Bird 6 at 13,0°E 11623 V 27500-3/4, NSS-6 at 95,0°E 11634 H 13331-7/8. Видеоинструкция по настройке спутниковой антенны на канал «К-плюс» доступна на сервисе YouTube.

## Блокировки
В Казахстане блокировался доступ к официальному аккаунту канала К+ на YouTube, а также официальный сайт канала.

## Руководство
Совет директоров Группы компаний «К-плюс»